# Julià Andreu Vilanova
Julià Andreu Vilanova (* um 1530 in Vic; † 1599 in Barcelona) war ein katalanischer Komponist der Renaissance und Chormeister der Kathedrale von Barcelona.
1551 ersetzte Julià Andreu Vilanova vorübergehend Joan Borgunyó, den Gesangsmeister der Kathedrale von Barcelona. Vilanova sollte eigentlich dessen Schüler werden. Vilanova wirkte dann wahrscheinlich von 1554 bis 1561 als Gesangmeister an der Kathedrale von Vic und später als Kantor in verschiedenen Barceloneser Kirchen. 1584 wurde er dann Joan Borgunyó anlässlich dessen 50-jährigem Dienstjubiläums als Assistent an die Seite gestellt. Als 1589 dann Borgunyó starb, übernahm Julià Andreu Vilanova, der selbst schon in fortgeschrittenem Alter war, die Aufgabe als Gesangmeister der Kathedrale von Barcelona. Im Jahr 1593 wurde ihm selbst mit Jaume Àngel Tàpies ein Assistent an die Seite gestellt.